# Juliette Gréco
Juliette Gréco (Montpellier, 1927. február 7. – Ramatuelle, 2020. szeptember 23.) francia színésznő, sanzonénekes.

## Életpályája
Montpellier-ben született korzikai apa és a francia ellenállásban aktívan részt vevő anya gyermekeként, a dél-franciaországi Hérault tartományban. Anyai nagyszülei nevelték.
Gyorsíróként dolgozott; Jean-Paul Sartre fedezte fel tehetségét. Magánúton tanulta a színészetet, s zenei előképzettség nélkül lett Párizs leghíresebb énekesnője. Gréco maga is részese volt a résistance-nak (francia ellenállásnak), elfogták, de fiatal korára tekintettel nem deportálták. Saint-Germain-des-Prés-be költözött, miután anyja Indokínába disszidált a francia haditengerészet segítségével. 1949-ben debütált a kamerák előtt. 1957-ben Hollywoodba szerződött, de az 1960-as években visszatért a pódiumhoz; hangversenykörútjain bejárta az egész világot. 1967-ben, Budapesten is vendégszerepelt.
Szuggesztivitása nemcsak mély hangjában, hanem sajátos előadásmódjában is rejlett. Gesztusai úgy kísérték a zenét, hogy a közönség a nyelv ismerete nélkül is megértette mondanivalóját. A hangulatok páratlan tolmácsolója, igényes, irodalmi ízlésű előadóművész volt. Jó megjelenésű, érdekes arcú színésznő volt. A francia televízió népszerű bűnügyi sorozatának, a Belphegor-nak hősnője volt.

## Magánélete
1953–1956 között Philippe Lemaire (1927–2004) francia színész volt a férje. Egy gyermekük született: Laurence Lemaire (1954–2016). 1966–1977 között Michel Piccoli (1925–2020) francia színész volt a párja. 1988–2018 között Gérard Jouannest (1933–2018) francia zeneszerzővel élt házasságban.

## Legismertebb dalai
- Si tu t’imagines (1950)
- Je suis comme je suis (1951)
- Les Dames de la poste (1952)
- Déshabillez-moi (1967)

## Filmjei
- 1950: Orfeusz (Orphée)

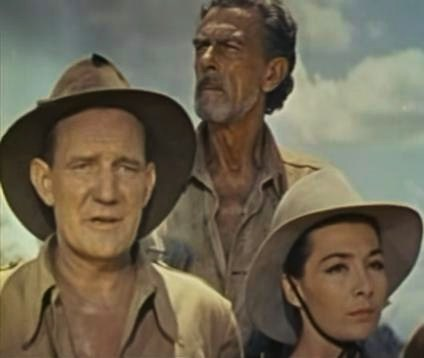
(Trevor Howard (Morel), Friedrich von Ledebur (Qvist) és Juliette Gréco (Minna) a Roots of Heaven-ben (1958)

- 1951: Cím nélkül távozott (…Sans laisser d’adresse)
- 1952: A zöld kesztyű (The Green Glove)
- 1953: Quand tu liras cette lettre…
- 1954: Párizsi szívdobbanás (Boum sur Paris)
- 1956: Elena és a férfiak (Elena et les hommes)
- 1956: A libanoni várúrnő (La châtelaine du Liban)
- 1957: Fiesta (The Sun Also Rises)
- 1958: Jó reggelt, búbánat! (Bonjour tristesse)
- 1958: The Naked Earth
- 1958: The Roots of Heaven
- 1959: Whirlpool
- 1961: A nagy utazás (The Big Gamble)
- 1964: Keressétek a bálványt! (Cherchez l’idole)
- 1965: Belphegor, avagy a Louvre fantomja (Belphégor), tévésorozat
- 1965: Tamás bátya kunyhója (Onkel Toms Hütte)
- 1967: Tábornokok éjszakája (The Night of the Generals)
- 1973: Vadnyugat (Le Far-West)
- 1973: Szeress engem, Lily (Lily, aime-moi)
- 2001: Belphégor – A Louvre fantomja (Belphégor – Le fantôme du Louvre)
- 2002: Jedermanns Fest

## Magyarul megjelent művei
- Jujube. Önéletrajz; ford. Villó Ildikó; Gondolat, Bp., 1989